# Майлстоун, Льюис
Лью́ис Ма́йлстоун (первоначально Лейб Менделевич Мильштейн; англ. Lewis Milestone; 30 сентября 1895, Кишинёв, Бессарабская губерния, Российская империя — 25 сентября 1980, Лос-Анджелес, Калифорния, США) — американский кинорежиссёр, классик американского кинематографа, первый двукратный лауреат премии «Оскар».

## Биография
Лейб Мильштейн родился в Кишинёве и был третьим из шестерых детей в состоятельной еврейской семье. Его отец, Менахем-Мендл Монисович (Мендель Манусович) Мильштейн (1864—1939), занимался текстильной мануфактурой; мать, Ципа Иосифовна Талал (1872—?), была домохозяйкой. Дед, Монис Лейбович Мильштейн (?—1904), был купцом 2-й гильдии.
Учился в еврейской школе и в кишинёвском реальном училище, с 1912 года — в университете города Гент в Бельгии и в инженерной школе в городе Митвайда (Германия), а в 1913 году эмигрировал в США, где работал ассистентом фотографа. В 1917 году добровольцем записался в американскую армию и проходил службу во Франции до окончания Первой мировой войны. Во время военной службы впервые участвовал в съёмках документальной хроники боевых действий и учебных лент (в составе фотографического отделения сигнальной службы североамериканских военных сил — U.S. Army Signal Corps photography section), после чего заинтересовался кино.
В 1919 году получил американское гражданство, в связи с чем американизировал свою фамилию на Майлстоун. Поселился в Голливуде, где работал помощником режиссёров Генри Кинга и Уильяма Сайтера, затем монтажёром в различных студиях (Ince, Sennett, Fox, Warner Brothers). В 1925 году впервые выступил в роли режиссёра-постановщика полнометражной ленты  — комедии «Семь грешников». Через два года поставил картину «Два аравийских рыцаря» на военном материале. Фильм имел большой успех как у зрителей, так и у кинокритиков. За него Майлстоун получил свой первый «Оскар» (за лучшую комедийную режиссуру) на первой церемонии вручения наград этой премии в 1929 году. В ноябре 1930 года вторая работа Майлстоуна на военную тему, кинокартина «На Западном фронте без перемен» по одноимённому роману Э. М. Ремарка, имела колоссальный успех и принесла режиссёру второй «Оскар» (за лучший фильм). Таким образом, Майлстоун стал первым двукратным лауреатом премии «Оскар». Кроме того, он был автором сценария и продюсером большинства своих фильмов и номинировался на «Оскар» ещё дважды — в 1931 и 1940 году.
Последующие работы, в первую очередь «Первая полоса» (1931) и «Прогулка под солнцем» (1945), были отмечены рядом стилевых и технологических новшеств, особенно в области звуковых эффектов, которые в значительной мере повлияли на дальнейшее развитие звукового кинематографа. Так, например, в «Прогулке под солнцем» закадровая наррация сопровождается повторяющимся музыкальным лейтмотивом, который перемежается мыслями и монологами отдельных солдат и играет роль, аналогичную хору в греческой трагедии. Ощущение боевых действий передаётся зрителю в основном посредством звука, подобно ощущениям непосредственных участников, которые в современных условиях также в визуальный контакт с неприятелем могут не входить. Таким образом, вместо батального военного полотна, зрителю предлагается множество разрозненных восприятий отдельных участников действия. В целом самые значительные достижения Майлстоуна — в области комедийного кино, военной тематики и фильмов-нуар.
В 1946 году Майлстоун дал показания сенатской Комиссии по расследованию антиамериканской деятельности и вплоть до 1954 года работал во Франции и в Италии. В конце 1950-х — начале 1960-х годов и до выхода на пенсию, в 1964 году, снимал в основном эпизоды телесериалов (за исключением двух последних крупных работ: «Одиннадцать друзей Оушена» и «Мятеж на „Баунти“»).
Скончался 25 сентября 1980 года в Лос-Анджелесе, не дожив пяти дней до своего 85-летия.

## Режиссёрские работы

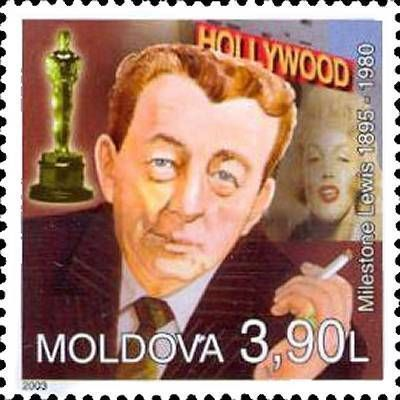
Почтовая марка Молдовы, 2003 год

- 1918 — Posture (Осанка) — короткометражный учебный фильм для военнослужащих
- 1918 — Positive (Положительный) — короткометражный учебный фильм для военнослужащих
- 1918 — The Toothbrush (Зубная щётка) — короткометражный учебный фильм для военнослужащих
- 1919 — Fit to Win (Готов к победе) — короткометражный художественный фильм

### 1920-е
- 1925 — Seven Sinners (Семь грешников) — полнометражная детективная комедия
- 1926 — The Caveman (Пещерный человек) — комедия
- 1926 — The New Klondike (Новый Клондайк) — комедия
- 1926 — Fine Manners (Изящные маннеры) — комедия с Глорией Свэнсон в главной роли
- 1927 — The Kid Brother (Младший брат) — в титрах не указан
- 1927 — Two Arabian Knights (Два аравийских рыцаря) — получил премию «Оскар» за лучшую комедийную режиссёрскую работу 1927—1928 года на первой церемонии вручения наград «Оскар» американской академии киноискусств (1929), после чего подкатегории лучшей комедийной и драматической режиссёрской работы были упразднены; в ролях Борис Карлофф (1887—1969), Михаил Вавич (1885—1930), Михаил Визаров (1892—1951), Николай Дунаев (1884 — ca. 1927) и другие
- 1928 — The Garden of Eden (Райский сад)
- 1928 — Tempest (Буря) — по В. И. Немировичу-Данченко, в эпизодической роли Михаил Визаров
- 1928 — The Racket (Рэкет)
- 1929 — New York Nights (Нью-Йоркские ночи)
- 1929 — Betrayal (Предательство) — с Гари Купером в главной роли

### 1930-е
- 1930 — All Quiet on the Western Front (На Западном фронте без перемен) — по одноимённому роману Эриха Марии Ремарка; премия «Оскар» 1929—1930 года за лучшую режиссёрскую работу (1931)
- 1931 — The Front Page (Первая полоса) — номинация на «Оскар» (1932)
- 1932 — Rain (Дождь) — с Джоан Кроуфорд в главной роли
- 1933 — Hallelujah I’m a Bum (Ура, я — бомж) — с Эл Джолсоном в главной роли
- 1934 — The Captain Hates the Sea (Капитан терпеть не может моря)
- 1935 — Paris in Spring (Париж весной) — Аким Тамиров в эпизодической роли
- 1936 — Anything Goes (Всё сойдёт) — музыкальная комедия
- 1936 — The General Died at Dawn (Генерал умер на рассвете) — с Гари Купером в главной роли, Аким Тамиров в эпизодической роли
- 1939 — The Night of Nights (Ночь ночей)
- 1939 — Of Mice and Men (О мышах и людях) — по роману Джона Стейнбека, номинация на «Оскар» (1940)

### 1940-е
- 1940 — Lucky Partners (Счастливые напарники)
- 1941 — Know for Sure (Знай наверняка) — документальный фильм о профилактике венерических заболеваний
- 1941 — My Life with Caroline (Моя жизнь с Каролиной)
- 1942 — Наш русский фронт / (Our Russian Front, — документальный фильм)
- 1943 — Край тьмы (Edge of Darkness)
- 1943 — Северная звезда (The North Star, о сопротивлении немецким оккупантам на Украине в 1941 году)
- 1944 — The Purple Heart (Пурпурное сердце)
- 1944 — Guest in the House (Гость в доме) — Film-Noir
- 1945 — A Walk in the Sun (Прогулка под солнцем)
- 1946 — The Strange Love of Martha Ivers (Странная любовь Марты Айверс) — классика жанра film-noir с Барбарой Стэнвик и Кирком Дугласом (кинодебют последнего), номинация на «Оскар» за лучший киносценарий (1947)
- 1948 — Arch of Triumph (Триумфальная арка) — по одноимённому роману Э. М. Ремарка с Ингрид Бергман в главной роли; Майкл Романофф (1890—1971) в эпизодической роли
- 1948 — No Minor Vices (Незначительных пороков нет)
- 1949 — The Red Pony (Гнедой пони) — по Джону Стейнбеку

### 1950-е
- 1950 — Halls of Montezuma (Залы Монтесумы)
- 1952 — Kangaroo (Кенгуру)
- 1952 — Les Miserables (Отверженные) — по Виктору Гюго
- 1953 — Melba — с Теодором Бикелем в эпизодической роли
- 1954 — La Vedova X — с Акимом Тамировым в эпизодической роли
- 1954 — They Who Dare (Те, которые решатся) — с Акимом Тамировым в роли второго плана
- 1958 — Schlitz Playhouse of Stars (Театр звёзд Шлица, телевизионный сериал, 1 эпизод)
- 1958 — Have Gun — Will Travel (Если есть оружие — поедешь, телевизионный сериал, 1 эпизод)
- 1958 — Suspicion (Подозрение, телевизионный сериал, 1 эпизод)
- 1959 — Pork Chop Hill (Холм Свиного Рёбрышка) — с Грегори Пеком в главной роли

### 1960-е
- 1960 — Одиннадцать друзей Оушена (Ocean’s Eleven) — в главных ролях Фрэнк Синатра и Аким Тамиров; в эпизодической роли — Ширли Маклейн; существует ремейк 2001 года Стивена Содерберга
- 1962 — Бунт на корабле «Баунти» (Mutiny on the Bounty) — с Марлоном Брандо в главной роли
- 1964 — The Richard Boone Show (Шоу Ричарда Буна, телевизионный сериал, 1 эпизод)
- 1964 — Arrest and Trial (Арест и Процесс, телевизионный сериал, 2 эпизода)

### Автор сценария
- 1922 — Up and at 'Em (Встать и в атаку!)
- 1924 — The Yankee Consul (Консул-янки)
- 1924 — Listen Lester (Слушай, Лестер)
- 1925 — The Mad Whirl (Безумная круговерть)
- 1925 — Dangerous Innocence (Опасная невинность)
- 1925 — The Teaser (Манящий)
- 1925 — Bobbed Hair (Остриженная шевелюра)

### Прочее
Монтажёр в Scarface (Чучело, 1932) и Where the North Begins (Где начинается север, 1923); ассистент режиссёра в The Foolish Age (Время глупости, 1921); помощник монтажёра в Main Street (Главная улица, 1923); режиссёр отдельных сцен в The Westerner (Человек с Запада, 1940)

## Семья
- Троюродный брат[11] — скрипач Натан Мильштейн[5][12][13].
- Жена (1936—1978) — актриса Кендалл Ли (англ. Kendall Lee, 1903—1978).

## Факты
- О совместной работе Майлстоуна с Ильёй Эренбургом и Натаном Альтманом над так и не увидевшей свет картиной по роману Эренбурга «Жизнь и гибель Николая Курбова» в 1933—1934 годах подробно указывается в воспоминаниях И. Г. Эренбурга «Люди, годы, жизнь» (Четвёртая книга, глава первая; транскрипция имени в книге: Люис Майльстоун)[14].